# Сарасеу
Сарасеу (рум. Sarasău) — комуна у повіті Марамуреш в Румунії. До складу комуни входить єдине село Сарасеу.
Комуна розташована на відстані 428 км на північний захід від Бухареста, 36 км на північний схід від Бая-Маре, 132 км на північ від Клуж-Напоки.

## Населення
За даними перепису населення 2002 року у комуні проживали 2416 осіб.
Національний склад населення комуни:
| Національність | Кількість осіб | Відсоток |
| -------------- | -------------- | -------- |
| румуни         | 2335           | 96,6%    |
| цигани         | 52             | 2,2%     |
| угорці         | 14             | 0,6%     |
| українці       | 12             | 0,5%     |
| німці          | 2              | 0,1%     |
| поляки         | 1              | < 0,1%   |

Рідною мовою назвали:
| Мова       | Кількість осіб | Відсоток |
| ---------- | -------------- | -------- |
| румунська  | 2400           | 99,3%    |
| угорська   | 9              | 0,4%     |
| українська | 7              | 0,3%     |

Склад населення комуни за віросповіданням:
| Релігія            | Кількість осіб | Відсоток |
| ------------------ | -------------- | -------- |
| православні        | 1232           | 51,0%    |
| греко-католики     | 1031           | 42,7%    |
| баптисти           | 76             | 3,1%     |
| римо-католики      | 9              | 0,4%     |
| не релігійні       | 9              | 0,4%     |
| адвентисти         | 6              | 0,2%     |
| лютерани           | 3              | 0,1%     |
| атеїсти            | 2              | 0,1%     |
| не вказали релігію | 2              | 0,1%     |

## Зовнішні посилання
- Дані про комуну Сарасеу на сайті Ghidul Primăriilor [Архівовано 24 березня 2008 у Wayback Machine.]